# Gulryggig trupial
Gulryggig trupial (Icterus chrysater) är en fågel i familjen trupialer inom ordningen tättingar. Den förekommer i skogar i Centralamerika och norra Sydamerika. Arten minskar i antal, men beståndet anses vara livskraftigt.

## Utseende och läte
Gulryggig trupial är en praktful fågel i gult och svart. Båda könen har gult på huvud och kropp, med svart i en mask över ögat samt på strupe, vingar och stjärt. Näbben är rakt och spetsig. Sången består av en fyllig visslande och något haltande serie som hörs långt.

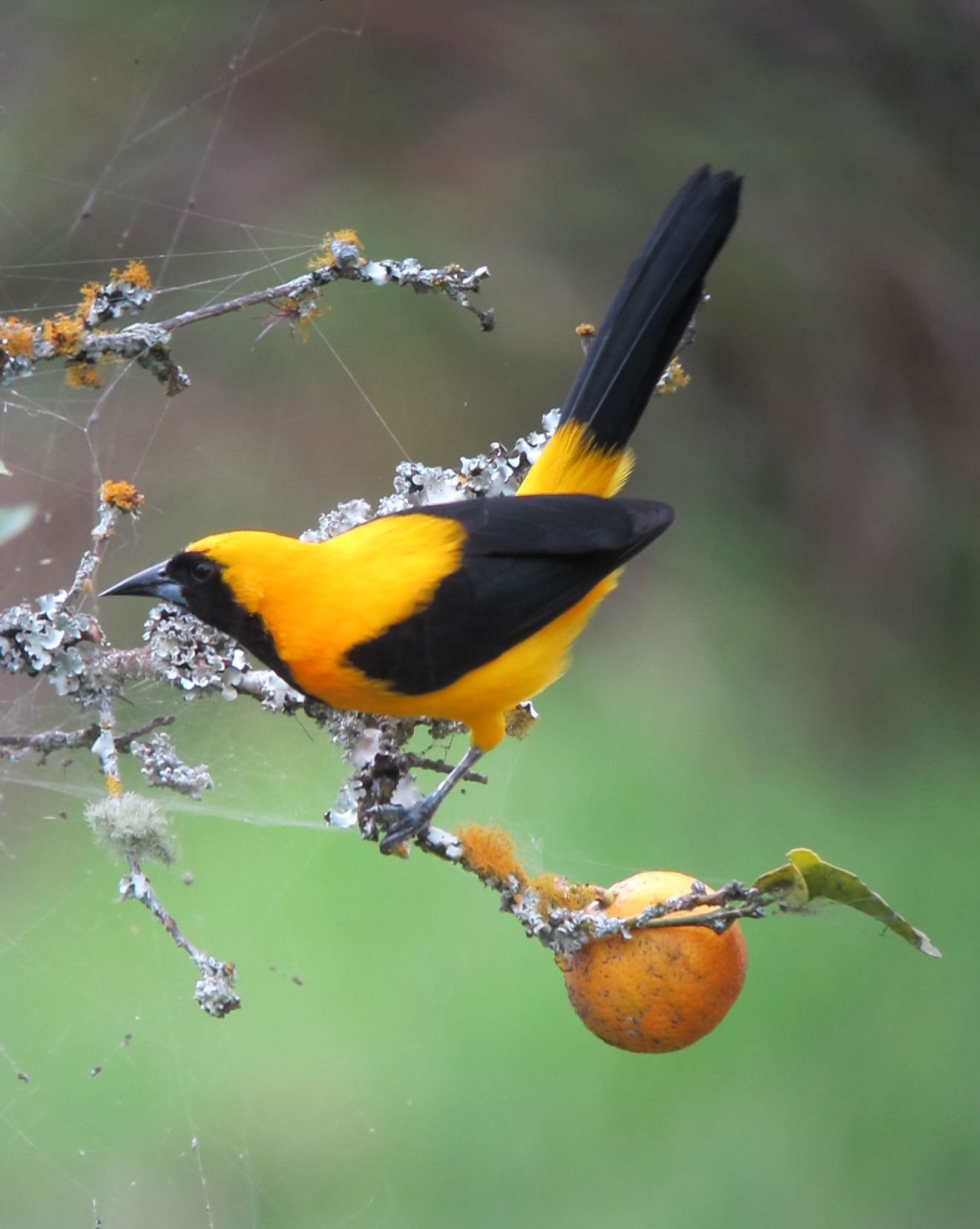

## Utbredning och systematik
Gulryggig trupial förekommer i Centralamerika och norra Sydamerika. Den delas in i fyra underarter med följande utbredning:
- Icterus chrysater chrysater – förekommer från södra Mexiko (södra Veracruz) till Belize, Guatemala och norra Nicaragua
- Icterus chrysater mayensis – förekommer i sydöstra Mexiko (norr Yucatánhalvön)
- Icterus chrysater hondae – förekommer från Panama (västra till Veraguas) till norra Colombia
- Icterus chrysater giraudii – förekommer från centrala Colombia till norra Venezuela

## Levnadssätt
Gulryggig trupial hittas huvudsakligen i höglänta skogar med tall och ek, men på Yucatánhalvön även i fuktiga tropiska låglänta skogar. Den ses ofta i blommande träd tillsammans med andra Icterus-trupialer.

## Status och hot
Arten har ett stort utbredningsområde, men tros minska i antal, dock inte tillräckligt kraftigt för att den ska betraktas som hotad. Internationella naturvårdsunionen IUCN listar arten som livskraftig (LC). Beståndet uppskattas till i storleksordningen en halv miljon till fem miljoner vuxna individer.